# Tour de Ski 2009/2010
De Tour de Ski 2009/2010 begon op 1 januari 2010 in Oberhof en eindigde op 10 januari in Val di Fiemme. Deze Tour de Ski maakte deel uit van de wereldbeker langlaufen 2009/2010. De Tsjech Lukáš Bauer bij de mannen en de Poolse Justyna Kowalczyk bij de vrouwen schreven de Tour op hun naam, zij volgden de Zwitser Dario Cologna en de Finse Virpi Kuitunen op. Zij wonnen de Tour de Ski 2008/2009.
Deze editie wordt door de organisator FIS aangeduid als "Tour de Ski 2009/2010", ondanks dat de wedstrijden allemaal na de jaarwisseling worden gehouden.

## Etappeschema
| Datum      | Plaats                      | Etappe                        | Mannen                   | Vrouwen                  |
| ---------- | --------------------------- | ----------------------------- | ------------------------ | ------------------------ |
| 01/01/2010 | Oberhof                     | Proloog (intervalstart)       | 3,75 km (vrije stijl)    | 2,5 km (vrije stijl)     |
| 02/01/2010 | Oberhof                     | Achtervolging (handicapstart) | 15 km (klassieke stijl)  | 10 km (klassieke stijl)  |
| 03/01/2010 | Oberhof                     | Sprint (massastart)           | 1,3 km (klassieke stijl) | 1,3 km (klassieke stijl) |
| 04/01/2010 | Praag                       | Sprint (massastart)           | 1,2 km (vrije stijl)     | 1,2 km (vrije stijl)     |
| 06/01/2010 | Cortina d'Ampezzo - Toblach | Achtervolging (handicapstart) | 36 km (vrije stijl)      | 16 km (vrije stijl)      |
| 07/01/2010 | Toblach                     | Intervalstart                 | 10 km (klassieke stijl)  | 5 km (klassieke stijl)   |
| 09/01/2010 | Val di Fiemme               | Massastart                    | 20 km (klassieke stijl)  | 10 km (klassieke stijl)  |
| 10/01/2010 | Val di Fiemme               | Achtervolging (handicapstart) | 10 km (vrije stijl)      | 9 km (vrije stijl)       |

## Wereldbekerpunten
De beste dertig atleten van de Tour de Ski ontvangen viermaal het aantal wereldbekerpunten dat zij zouden ontvangen voor dezelfde positie tijdens een reguliere wereldbekerwedstrijd. De winnaar ontvangt 400 punten, de nummer twee 320 enzovoort. Voor een etappezege ontvangt de winnaar de helft van de punten ten opzichte van winst in een reguliere wedstrijd, voor plaats twee tot en met dertig geldt een andere verdeling dan 50% procent van de wereldbekerpunten. In tegenstelling tot bij de voorgaande edities behouden de langlaufers hun punten die ze in de etappes verzamelen, ook al beëindigen ze de Tour de Ski niet.
| Plaats     | 1   | 2   | 3   | 4   | 5   | 6   | 7   | 8   | 9   | 10  | 11 | 12 | 13 | 14 | 15 | 16 | 17 | 18 | 19 | 20 | 21 | 22 | 23 | 24 | 25 | 26 | 27 | 28 | 29 | 30 |
| ---------- | --- | --- | --- | --- | --- | --- | --- | --- | --- | --- | -- | -- | -- | -- | -- | -- | -- | -- | -- | -- | -- | -- | -- | -- | -- | -- | -- | -- | -- | -- |
| Klassement | 400 | 320 | 240 | 200 | 180 | 160 | 144 | 128 | 116 | 104 | 96 | 88 | 80 | 72 | 64 | 60 | 56 | 52 | 48 | 44 | 40 | 36 | 32 | 28 | 24 | 20 | 16 | 12 | 8  | 4  |
| Etappes    | 50  | 46  | 43  | 40  | 37  | 34  | 32  | 30  | 28  | 26  | 24 | 22 | 20 | 18 | 16 | 15 | 14 | 13 | 12 | 11 | 10 | 9  | 8  | 7  | 6  | 5  | 4  | 3  | 2  | 1  |

## Klassementen

### Algemeen klassement
| Mannen | Mannen                 | Mannen | Mannen    |
| #      | Naam                   | Land   | Tijd      |
| ------ | ---------------------- | ------ | --------- |
| 1      | Lukáš Bauer            | CZE    | 4:13.10,6 |
| 2      | Petter Northug         | NOR    | + 1.16,4  |
| 3      | Dario Cologna          | SUI    | + 1.32,2  |
| 4      | Marcus Hellner         | SWE    | + 1.41,4  |
| 5      | Jean-Marc Gaillard     | FRA    | + 1.52,6  |
| 6      | René Sommerfeldt       | GER    | + 3.01,4  |
| 7      | Axel Teichmann         | GER    | + 3.08,0  |
| 8      | Daniel Richardsson     | SWE    | + 3.16,3  |
| 9      | Ivan Babikov           | CAN    | + 3.31,8  |
| 10     | Giorgio Di Centa       | ITA    | + 3.38,4  |
| 11     | Jens Filbrich          | GER    | + 4.10,2  |
| 12     | Matti Heikkinen        | FIN    | + 4.18,5  |
| 13     | Tord Asle Gjerdalen    | NOR    | + 4.49,3  |
| 14     | Valerio Checchi        | ITA    | + 5.01,8  |
| 15     | Curdin Perl            | SUI    | + 5.19,4  |
| 16     | Devon Kershaw          | CAN    | + 5.36,9  |
| 17     | Tom Reichelt           | GER    | + 6.00,1  |
| 18     | Vincent Vittoz         | FRA    | + 6.15,9  |
| 19     | Maurice Manificat      | FRA    | + 6.32,0  |
| 20     | Martin Johnsrud Sundby | NOR    | + 7.18,3  |
| 21     | Roland Clara           | ITA    | + 7.55,9  |
| 22     | Alex Harvey            | CAN    | + 7.58,2  |
| 23     | Ville Nousiainen       | FIN    | + 8.13,4  |
| 24     | Ilja Tsjernoesov       | RUS    | + 8.57,7  |
| 25     | Simen Østensen         | NOR    | + 9.10,2  |
| 26     | Sergej Turytsjev       | RUS    | + 9.56,9  |
| 27     | Nikolaj Tsjebotko      | KAZ    | + 10.04,5 |
| 28     | Martin Koukal          | CZE    | + 11.16,2 |
| 29     | Sergej Sjirjajev       | RUS    | + 11.28,4 |
| 30     | Jevgeni Velitsjko      | KAZ    | + 11.37,7 |

| Vrouwen | Vrouwen                     | Vrouwen | Vrouwen   |
| #       | Naam                        | Land    | Tijd      |
| ------- | --------------------------- | ------- | --------- |
| 1       | Justyna Kowalczyk           | POL     | 2.37.54,5 |
| 2       | Petra Majdič                | SLO     | + 19,2    |
| 3       | Arianna Follis              | ITA     | + 1.12,2  |
| 4       | Aino-Kaisa Saarinen         | FIN     | + 1.34,7  |
| 5       | Kristin Størmer Steira      | NOR     | + 2.08,1  |
| 6       | Riitta-Liisa Roponen        | FIN     | + 2.27,2  |
| 7       | Olga Savjalova              | RUS     | + 3.21,3  |
| 8       | Marianna Longa              | ITA     | + 3.33,6  |
| 9       | Alena Sidko                 | RUS     | + 3.55,1  |
| 10      | Katrin Zeller               | GER     | + 4.46,9  |
| 11      | Marthe Kristoffersen        | NOR     | + 5.03,9  |
| 12      | Jevgenia Medvedeva          | RUS     | + 5.11,4  |
| 13      | Joelia Tsjekaleva           | RUS     | + 5.20,1  |
| 14      | Olga Sjoetsjkina            | RUS     | + 5.30,4  |
| 15      | Riikka Sarasoja             | FIN     | + 5.43,6  |
| 16      | Karine Laurent Philippot    | FRA     | + 6.02,3  |
| 17      | Sara Renner                 | CAN     | + 6.18,0  |
| 18      | Sabina Valbusa              | ITA     | + 6.21,5  |
| 19      | Elena Kolomina              | KAZ     | + 6.22,4  |
| 20      | Valentyna Sjevtsjenko       | UKR     | + 6.27,3  |
| 21      | Kamila Rajdlova             | CZE     | + 7.01,6  |
| 22      | Svetlana Malahova-Sjisjkina | KAZ     | + 7.19,1  |
| 23      | Eva Nyvltova                | CZE     | + 7.26,2  |
| 24      | Magda Genuin                | ITA     | + 7.44,8  |
| 25      | Ivana Janeckova             | CZE     | + 7.54,2  |
| 26      | Valentina Novikova          | RUS     | + 8.16,1  |
| 27      | Britta Norgren              | SWE     | + 8.38,0  |
| 28      | Elisa Brocard               | ITA     | + 8.38,6  |
| 29      | Natalja Iljina              | RUS     | + 8.56,9  |
| 30      | Lisa Larsen                 | SWE     | + 9.04,7  |

### Sprintklassement
| Mannen | Mannen             | Mannen | Mannen |
| #      | Naam               | Land   | Tijd   |
| ------ | ------------------ | ------ | ------ |
| 1      | Petter Northug     | NOR    | 136 s  |
| 2      | Simen Østensen     | NOR    | 99 s   |
| 3      | Marcus Hellner     | SWE    | 82 s   |
| 4      | Dario Cologna      | SUI    | 71 s   |
| 5      | Axel Teichmann     | GER    | 62 s   |
| 6      | Lukáš Bauer        | CZE    | 60 s   |
| 7      | Martin Koukal      | CZE    | 48 s   |
| 8      | Maurice Manificat  | FRA    | 38 s   |
| 9      | Jevgeni Kosjevoj   | KAZ    | 37 s   |
| 10     | Jean-Marc Gaillard | FRA    | 34 s   |

| Vrouwen | Vrouwen                | Vrouwen | Vrouwen |
| #       | Naam                   | Land    | Tijd    |
| ------- | ---------------------- | ------- | ------- |
| 1       | Petra Majdič           | SLO     | 160 s   |
| 2       | Arianna Follis         | ITA     | 96 s    |
| 3       | Aino-Kaisa Saarinen    | FIN     | 96 s    |
| 4       | Justyna Kowalczyk      | POL     | 88 s    |
| 5       | Valentina Novikova     | RUS     | 55 s    |
| 6       | Britta Norgren         | SWE     | 49 s    |
| 7       | Kristin Størmer Steira | NOR     | 49 s    |
| 8       | Magda Genuin           | ITA     | 49 s    |
| 9       | Magdalena Pajala       | SWE     | 45 s    |
| 10      | Alena Sidko            | RUS     | 44 s    |

## Mannen

### Proloog
| Uitslag | Uitslag            | Uitslag | Uitslag |
| #       | Naam               | Land    | Tijd    |
| ------- | ------------------ | ------- | ------- |
| 1       | Petter Northug     | NOR     | 7.37    |
| 2       | Marcus Hellner     | SWE     | + 1     |
| 3       | Axel Teichmann     | GER     | + 2     |
| 4       | Dario Cologna      | SUI     | + 2     |
| 5       | Sergej Sjirjajev   | RUS     | + 5     |
| 6       | Loris Frasnelli    | ITA     | + 6     |
| 7       | Lukáš Bauer        | CZE     | + 7     |
| 8       | Jean-Marc Gaillard | FRA     | + 8     |
| 9       | Jesper Modin       | SWE     | + 10    |
| 9       | Aleksandr Legkov   | RUS     | + 10    |

| Klassement | Klassement         | Klassement | Klassement |
| #          | Naam               | Land       | Tijd       |
| ---------- | ------------------ | ---------- | ---------- |
| 1          | Petter Northug     | NOR        | 7.37       |
| 2          | Marcus Hellner     | SWE        | + 6        |
| 3          | Axel Teichmann     | GER        | + 12       |
| 4          | Dario Cologna      | SUI        | + 17       |
| 5          | Sergej Sjirjajev   | RUS        | + 20       |
| 6          | Loris Frasnelli    | ITA        | + 21       |
| 7          | Lukáš Bauer        | CZE        | + 22       |
| 8          | Jean-Marc Gaillard | FRA        | + 23       |
| 9          | Jesper Modin       | SWE        | + 25       |
| 9          | Aleksandr Legkov   | RUS        | + 25       |

### Etappe 1
| Uitslag | Uitslag            | Uitslag | Uitslag |
| #       | Naam               | Land    | Tijd    |
| ------- | ------------------ | ------- | ------- |
| 1       | Petter Northug     | NOR     | 39.45,8 |
| 2       | Maksim Vylegsjanin | RUS     | + 0,1   |
| 3       | Matti Heikkinen    | FIN     | + 0,8   |
| 4       | Lukáš Bauer        | CZE     | + 2,5   |
| 5       | Tobias Angerer     | GER     | + 3,1   |
| 6       | Axel Teichmann     | GER     | + 5,3   |
| 7       | Sami Jauhojärvi    | FIN     | + 9,5   |
| 8       | Jens Filbrich      | GER     | + 10,0  |
| 9       | Marcus Hellner     | SWE     | + 10,5  |
| 10      | Devon Kershaw      | CAN     | + 10,9  |

| Klassement | Klassement         | Klassement | Klassement |
| #          | Naam               | Land       | Tijd       |
| ---------- | ------------------ | ---------- | ---------- |
| 1          | Petter Northug     | NOR        | 47.07,8    |
| 2          | Maksim Vylegsjanin | RUS        | + 0,1      |
| 3          | Matti Heikkinen    | FIN        | + 0,8      |
| 4          | Lukáš Bauer        | CZE        | + 2,5      |
| 5          | Tobias Angerer     | GER        | + 3,1      |
| 6          | Axel Teichmann     | GER        | + 5,3      |
| 7          | Sami Jauhojärvi    | FIN        | + 9,5      |
| 8          | Jens Filbrich      | GER        | + 10,0     |
| 9          | Marcus Hellner     | SWE        | + 10,5     |
| 10         | Devon Kershaw      | CAN        | + 10,9     |

### Etappe 2
| Uitslag | Uitslag           | Uitslag | Uitslag |
| #       | Naam              | Land    | Tijd    |
| ------- | ----------------- | ------- | ------- |
| 1       | Eldar Rønning     | NOR     | 60 s    |
| 2       | Petter Northug    | NOR     | 56 s    |
| 3       | Axel Teichmann    | GER     | 52 s    |
| 4       | Teodor Peterson   | SWE     | 48 s    |
| 5       | Emil Jönsson      | SWE     | 44 s    |
| 6       | Ivan Alypov       | RUS     | 42 s    |
| 7       | Nikolaj Pankratov | RUS     | 40 s    |
| 8       | Andrew Newell     | USA     | 38 s    |
| 9       | Sami Jauhojärvi   | FIN     | 36 s    |
| 10      | Dario Cologna     | SUI     | 34 s    |

| Klassement | Klassement         | Klassement | Klassement |
| #          | Naam               | Land       | Tijd       |
| ---------- | ------------------ | ---------- | ---------- |
| 1          | Petter Northug     | NOR        | 49.58,0    |
| 2          | Axel Teichmann     | GER        | + 9,8      |
| 3          | Emil Jönsson       | SWE        | + 20,9     |
| 4          | Eldar Rønning      | NOR        | + 23,3     |
| 5          | Sami Jauhojärvi    | FIN        | + 30,3     |
| 6          | Matti Heikkinen    | FIN        | + 40,9     |
| 7          | Maksim Vylegsjanin | RUS        | + 44,7     |
| 8          | Dario Cologna      | SUI        | + 46,0     |
| 9          | Nikolaj Pankratov  | RUS        | + 53,3     |
| 10         | Simen Østensen     | NOR        | + 54,1     |

### Etappe 3
| Uitslag | Uitslag            | Uitslag | Uitslag |
| #       | Naam               | Land    | Tijd    |
| ------- | ------------------ | ------- | ------- |
| 1       | Emil Jönsson       | SWE     | 60 s    |
| 2       | Marcus Hellner     | SWE     | 56 s    |
| 3       | Simen Østensen     | NOR     | 52 s    |
| 4       | Dusan Kozisek      | CZE     | 48 s    |
| 5       | Teodor Peterson    | SWE     | 44 s    |
| 6       | Andrew Newell      | USA     | 42 s    |
| 7       | Maksim Vylegsjanin | RUS     | 40 s    |
| 8       | Maurice Manificat  | FRA     | 38 s    |
| 9       | Martin Koukal      | CZE     | 36 s    |
| 10      | Tim Tscharnke      | GER     | 34 s    |

| Klassement | Klassement         | Klassement | Klassement |
| #          | Naam               | Land       | Tijd       |
| ---------- | ------------------ | ---------- | ---------- |
| 1          | Emil Jönsson       | SWE        | 51.50,2    |
| 2          | Marcus Hellner     | SWE        | + 43,8     |
| 3          | Simen Østensen     | NOR        | + 44,3     |
| 4          | Maksim Vylegsjanin | RUS        | + 46,5     |
| 5          | Petter Northug     | NOR        | + 47,3     |
| 6          | Dario Cologna      | SUI        | + 57,4     |
| 7          | Eldar Rønning      | NOR        | + 57,8     |
| 8          | Axel Teichmann     | GER        | + 1.00,1   |
| 9          | Sami Jauhojärvi    | FIN        | + 1.17,6   |
| 10         | Tim Tscharnke      | GER        | + 1.24,5   |

### Etappe 4
| Uitslag | Uitslag             | Uitslag | Uitslag   |
| #       | Naam                | Land    | Tijd      |
| ------- | ------------------- | ------- | --------- |
| 1       | Petter Northug      | NOR     | 1:25.38,0 |
| 2       | Dario Cologna       | SUI     | + 0,4     |
| 3       | Marcus Hellner      | SWE     | + 0,8     |
| 4       | Jean-Marc Gaillard  | FRA     | + 10,8    |
| 5       | Matti Heikkinen     | FIN     | + 12,0    |
| 6       | Axel Teichmann      | GER     | + 22,3    |
| 7       | Curdin Perl         | SUI     | + 36,1    |
| 8       | Tord Asle Gjerdalen | NOR     | + 36,7    |
| 9       | Ivan Babikov        | CAN     | + 37,1    |
| 10      | Tom Reichelt        | GER     | + 37,1    |

| Klassement | Klassement          | Klassement | Klassement |
| #          | Naam                | Land       | Tijd       |
| ---------- | ------------------- | ---------- | ---------- |
| 1          | Petter Northug      | NOR        | 2:17.28,0  |
| 2          | Dario Cologna       | SUI        | + 0,4      |
| 3          | Marcus Hellner      | SWE        | + 0,8      |
| 4          | Jean-Marc Gaillard  | FRA        | + 10,8     |
| 5          | Matti Heikkinen     | FIN        | + 12,0     |
| 6          | Axel Teichmann      | GER        | + 22,3     |
| 7          | Curdin Perl         | SUI        | + 36,1     |
| 8          | Tord Asle Gjerdalen | NOR        | + 36,7     |
| 9          | Ivan Babikov        | CAN        | + 37,1     |
| 10         | Tom Reichelt        | GER        | + 37,1     |

### Etappe 5
| Uitslag | Uitslag            | Uitslag | Uitslag |
| #       | Naam               | Land    | Tijd    |
| ------- | ------------------ | ------- | ------- |
| 1       | Daniel Richardsson | SWE     | 23.14,5 |
| 2       | Lukáš Bauer        | CZE     | + 1,7   |
| 3       | Petter Northug     | NOR     | + 6,2   |
| 4       | Axel Teichmann     | GER     | + 13,4  |
| 5       | Marcus Hellner     | SWE     | + 25,5  |
| 6       | Matti Heikkinen    | FIN     | + 28,6  |
| 7       | Giorgio Di Centa   | ITA     | + 31,6  |
| 8       | Dario Cologna      | SUI     | + 35,5  |
| 9       | Alex Harvey        | CAN     | + 42,4  |
| 10      | Jens Filbrich      | GER     | + 46,4  |

| Klassement | Klassement         | Klassement | Klassement |
| #          | Naam               | Land       | Tijd       |
| ---------- | ------------------ | ---------- | ---------- |
| 1          | Petter Northug     | NOR        | 2:40.48,9  |
| 2          | Marcus Hellner     | SWE        | + 20,1     |
| 3          | Axel Teichmann     | GER        | + 29,5     |
| 4          | Dario Cologna      | SUI        | + 29,7     |
| 5          | Daniel Richardsson | SWE        | + 32,3     |
| 6          | Matti Heikkinen    | FIN        | + 34,4     |
| 7          | Lukáš Bauer        | CZE        | + 34,8     |
| 8          | Jean-Marc Gaillard | FRA        | + 57,9     |
| 9          | Giorgio Di Centa   | ITA        | + 1.05,5   |
| 10         | Jens Filbrich      | GER        | + 1.17,6   |

### Etappe 6
| Uitslag | Uitslag                | Uitslag | Uitslag |
| #       | Naam                   | Land    | Tijd    |
| ------- | ---------------------- | ------- | ------- |
| 1       | Lukáš Bauer            | CZE     | 59.03,5 |
| 2       | Petter Northug         | NOR     | + 31,5  |
| 3       | Axel Teichmann         | GER     | + 32,3  |
| 4       | Dario Cologna          | SUI     | + 33,3  |
| 5       | Daniel Richardsson     | SWE     | + 37,1  |
| 6       | Jean-Marc Gaillard     | FRA     | + 42,0  |
| 7       | René Sommerfeldt       | GER     | + 44,6  |
| 8       | Sergej Tsjerepanov     | KAZ     | + 45,4  |
| 9       | Martin Johnsrud Sundby | NOR     | + 46,5  |
| 10      | Jens Filbrich          | GER     | + 48,0  |

| Klassement | Klassement         | Klassement | Klassement |
| #          | Naam               | Land       | Tijd       |
| ---------- | ------------------ | ---------- | ---------- |
| 1          | Petter Northug     | NOR        | 3:39.18,9  |
| 2          | Lukáš Bauer        | CZE        | + 8,3      |
| 3          | Axel Teichmann     | GER        | + 1.30,3   |
| 4          | Dario Cologna      | SUI        | + 1.31,5   |
| 5          | Daniel Richardsson | SWE        | + 1.42,9   |
| 6          | Marcus Hellner     | SWE        | + 1.47,3   |
| 7          | Jean-Marc Gaillard | FRA        | + 1.58,4   |
| 8          | René Sommerfeldt   | GER        | + 2.37,7   |
| 9          | Jens Filbrich      | GER        | + 2.39,1   |
| 10         | Giorgio Di Centa   | ITA        | + 3.07,5   |

### Etappe 7
| Uitslag | Uitslag            | Uitslag | Uitslag |
| #       | Naam               | Land    | Tijd    |
| ------- | ------------------ | ------- | ------- |
| 1       | Lukáš Bauer        | CZE     | 33.43,4 |
| 2       | Marcus Hellner     | SWE     | + 2,4   |
| 3       | Jean-Marc Gaillard | FRA     | + 2,5   |
| 4       | Ivan Babikov       | CAN     | + 5,3   |
| 5       | Dario Cologna      | SUI     | + 9,0   |
| 6       | Vincent Vittoz     | FRA     | + 27,3  |
| 7       | René Sommerfeldt   | GER     | + 32,0  |
| 8       | Giorgio Di Centa   | ITA     | + 39,2  |
| 9       | Jiří Magál         | CZE     | + 43,4  |
| 10      | Roland Clara       | ITA     | + 45,5  |

| Klassement | Klassement         | Klassement | Klassement |
| #          | Naam               | Land       | Tijd       |
| ---------- | ------------------ | ---------- | ---------- |
| 1          | Lukáš Bauer        | CZE        | 4:13.10,6  |
| 2          | Petter Northug     | NOR        | + 1.16,4   |
| 3          | Dario Cologna      | SUI        | + 1.32,2   |
| 4          | Marcus Hellner     | SWE        | + 1.41,4   |
| 5          | Jean-Marc Gaillard | FRA        | + 1.52,6   |
| 6          | René Sommerfeldt   | GER        | + 3.01,4   |
| 7          | Axel Teichmann     | GER        | + 3.08,0   |
| 8          | Daniel Richardsson | SWE        | + 3.16,3   |
| 9          | Ivan Babikov       | CAN        | + 3.31,8   |
| 10         | Giorgio Di Centa   | ITA        | + 3.38,4   |

## Vrouwen

### Proloog
| Uitslag | Uitslag                | Uitslag | Uitslag |
| #       | Naam                   | Land    | Tijd    |
| ------- | ---------------------- | ------- | ------- |
| 1       | Petra Majdič           | SLO     | 6.35    |
| 2       | Natalja Korosteleva    | RUS     | + 2     |
| 3       | Justyna Kowalczyk      | POL     | + 6     |
| 4       | Arianna Follis         | ITA     | + 7     |
| 5       | Miriam Gössner         | GER     | + 13    |
| 6       | Aino-Kaisa Saarinen    | FIN     | + 15    |
| 7       | Celine Brun-Lie        | NOR     | + 16    |
| 8       | Riitta-Liisa Roponen   | FIN     | + 16    |
| 9       | Kristin Størmer Steira | NOR     | + 16    |
| 10      | Hanna Brodin           | SWE     | + 17    |

| Klassement | Klassement             | Klassement | Klassement |
| #          | Naam                   | Land       | Tijd       |
| ---------- | ---------------------- | ---------- | ---------- |
| 1          | Petra Majdič           | SLO        | 6.20       |
| 2          | Natalja Korosteleva    | RUS        | + 7        |
| 3          | Justyna Kowalczyk      | POL        | + 16       |
| 4          | Arianna Follis         | ITA        | + 22       |
| 5          | Miriam Gössner         | GER        | + 28       |
| 6          | Aino-Kaisa Saarinen    | FIN        | + 30       |
| 7          | Celine Brun-Lie        | NOR        | + 31       |
| 8          | Riitta-Liisa Roponen   | FIN        | + 31       |
| 9          | Kristin Størmer Steira | NOR        | + 31       |
| 10         | Hanna Brodin           | SWE        | + 32       |

### Etappe 1
| Uitslag | Uitslag                | Uitslag | Uitslag |
| #       | Naam                   | Land    | Tijd    |
| ------- | ---------------------- | ------- | ------- |
| 1       | Justyna Kowalczyk      | POL     | 28.10,0 |
| 2       | Aino-Kaisa Saarinen    | FIN     | + 2,8   |
| 3       | Kristin Størmer Steira | NOR     | + 5,7   |
| 4       | Virpi Kuitunen         | FIN     | + 13,2  |
| 5       | Arianna Follis         | ITA     | + 26,6  |
| 6       | Natalja Korosteleva    | RUS     | + 31,3  |
| 7       | Marianna Longa         | ITA     | + 34,0  |
| 8       | Vibeke Skofterud       | NOR     | + 34,8  |
| 9       | Olga Savjalova         | RUS     | + 35,2  |
| 10      | Petra Majdič           | SLO     | + 35,7  |

| Klassement | Klassement             | Klassement | Klassement |
| #          | Naam                   | Land       | Tijd       |
| ---------- | ---------------------- | ---------- | ---------- |
| 1          | Justyna Kowalczyk      | POL        | 34.30,0    |
| 2          | Aino-Kaisa Saarinen    | FIN        | + 2,8      |
| 3          | Kristin Størmer Steira | NOR        | + 5,7      |
| 4          | Virpi Kuitunen         | FIN        | + 13,2     |
| 5          | Arianna Follis         | ITA        | + 26,6     |
| 6          | Natalja Korosteleva    | RUS        | + 31,3     |
| 7          | Marianna Longa         | ITA        | + 34,0     |
| 8          | Vibeke Skofterud       | NOR        | + 34,8     |
| 9          | Olga Savjalova         | RUS        | + 35,2     |
| 10         | Petra Majdič           | SLO        | + 35,7     |

### Etappe 2
| Uitslag | Uitslag                | Uitslag | Uitslag |
| #       | Naam                   | Land    | Tijd    |
| ------- | ---------------------- | ------- | ------- |
| 1       | Petra Majdič           | SLO     | 60 s    |
| 2       | Justyna Kowalczyk      | POL     | 56 s    |
| 3       | Aino-Kaisa Saarinen    | FIN     | 52 s    |
| 4       | Arianna Follis         | ITA     | 48 s    |
| 5       | Kristin Størmer Steira | NOR     | 44 s    |
| 6       | Alena Procházková      | SVK     | 42 s    |
| 7       | Katerina Smutna        | AUT     | 40 s    |
| 8       | Valentina Novikova     | RUS     | 38 s    |
| 9       | Olga Rotsjeva          | RUS     | 36 s    |
| 10      | Alena Sidko            | RUS     | 34 s    |

| Klassement | Klassement             | Klassement | Klassement |
| #          | Naam                   | Land       | Tijd       |
| ---------- | ---------------------- | ---------- | ---------- |
| 1          | Justyna Kowalczyk      | POL        | 37.56,1    |
| 2          | Aino-Kaisa Saarinen    | FIN        | + 4,3      |
| 3          | Kristin Størmer Steira | NOR        | + 30,1     |
| 4          | Petra Majdič           | SLO        | + 34,5     |
| 5          | Arianna Follis         | ITA        | + 39,7     |
| 6          | Virpi Kuitunen         | FIN        | + 1.04,3   |
| 7          | Natalja Korosteleva    | RUS        | + 1.08,6   |
| 8          | Marianna Longa         | ITA        | + 1.21,6   |
| 9          | Olga Savjalova         | RUS        | + 1.24,5   |
| 10         | Alena Sidko            | RUS        | + 1.31,7   |

### Etappe 3
| Uitslag | Uitslag             | Uitslag | Uitslag |
| #       | Naam                | Land    | Tijd    |
| ------- | ------------------- | ------- | ------- |
| 1       | Natalja Korosteleva | RUS     | 60 s    |
| 2       | Celine Brun-Lie     | NOR     | 56 s    |
| 3       | Alena Procházková   | SVK     | 52 s    |
| 4       | Arianna Follis      | ITA     | 48 s    |
| 5       | Aino-Kaisa Saarinen | FIN     | 44 s    |
| 6       | Vesna Fabjan        | SLO     | 42 s    |
| 7       | Petra Majdič        | SLO     | 40 s    |
| 8       | Magda Genuin        | ITA     | 38 s    |
| 9       | Magdalena Pajala    | SWE     | 36 s    |
| 10      | Britta Norgren      | SWE     | 34 s    |

| Klassement | Klassement             | Klassement | Klassement |
| #          | Naam                   | Land       | Tijd       |
| ---------- | ---------------------- | ---------- | ---------- |
| 1          | Aino-Kaisa Saarinen    | FIN        | 40.16,3    |
| 2          | Justyna Kowalczyk      | POL        | + 24,9     |
| 3          | Petra Majdič           | SLO        | + 29,7     |
| 4          | Arianna Follis         | ITA        | + 31,7     |
| 5          | Natalja Korosteleva    | RUS        | + 45,2     |
| 6          | Kristin Størmer Steira | NOR        | + 1.13,7   |
| 7          | Marianna Longa         | ITA        | + 1.46,8   |
| 8          | Olga Savjalova         | RUS        | + 2.08,1   |
| 9          | Vibeke Skofterud       | NOR        | + 2.09,9   |
| 10         | Riitta-Liisa Roponen   | FIN        | + 2.10,8   |

### Etappe 4
| Uitslag | Uitslag                | Uitslag | Uitslag  |
| #       | Naam                   | Land    | Tijd     |
| ------- | ---------------------- | ------- | -------- |
| 1       | Arianna Follis         | ITA     | 34.34,8  |
| 2       | Petra Majdič           | SLO     | + 3,4    |
| 3       | Justyna Kowalczyk      | POL     | + 4,1    |
| 4       | Aino-Kaisa Saarinen    | FIN     | + 27,6   |
| 5       | Marianna Longa         | ITA     | + 2.00,9 |
| 6       | Alena Sidko            | RUS     | + 2.02,0 |
| 7       | Riitta-Liisa Roponen   | FIN     | + 2.03,7 |
| 8       | Olga Savjalova         | RUS     | + 2.04,1 |
| 9       | Kristin Størmer Steira | NOR     | + 2.07,7 |
| 10      | Vibeke Skofterud       | NOR     | + 2.43,4 |

| Klassement | Klassement             | Klassement | Klassement |
| #          | Naam                   | Land       | Tijd       |
| ---------- | ---------------------- | ---------- | ---------- |
| 1          | Arianna Follis         | ITA        | 1:14.51,8  |
| 2          | Petra Majdič           | SLO        | + 3,4      |
| 3          | Justyna Kowalczyk      | POL        | + 4,1      |
| 4          | Aino-Kaisa Saarinen    | FIN        | + 27,6     |
| 5          | Marianna Longa         | ITA        | + 2.00,9   |
| 6          | Alena Sidko            | RUS        | + 2.02,0   |
| 7          | Riitta-Liisa Roponen   | FIN        | + 2.03,7   |
| 8          | Olga Savjalova         | RUS        | + 2.04,1   |
| 9          | Kristin Størmer Steira | NOR        | + 2.07,7   |
| 10         | Vibeke Skofterud       | NOR        | + 2.43,4   |

### Etappe 5
| Uitslag | Uitslag                | Uitslag | Uitslag |
| #       | Naam                   | Land    | Tijd    |
| ------- | ---------------------- | ------- | ------- |
| 1       | Justyna Kowalczyk      | POL     | 12.37,6 |
| 2       | Aino-Kaisa Saarinen    | FIN     | + 11,6  |
| 3       | Petra Majdič           | SLO     | + 14,8  |
| 4       | Kristin Størmer Steira | NOR     | + 25,6  |
| 5       | Vibeke Skofterud       | NOR     | + 27,1  |
| 6       | Arianna Follis         | ITA     | + 27,3  |
| 7       | Alena Sidko            | RUS     | + 28,9  |
| 8       | Joelia Tsjekaleva      | RUS     | + 29,6  |
| 9       | Marthe Kristoffersen   | NOR     | + 35,4  |
| 10      | Katrin Zeller          | GER     | + 36,9  |

| Klassement | Klassement             | Klassement | Klassement |
| #          | Naam                   | Land       | Tijd       |
| ---------- | ---------------------- | ---------- | ---------- |
| 1          | Justyna Kowalczyk      | POL        | 1:27.32,8  |
| 2          | Petra Majdič           | SLO        | + 14,1     |
| 3          | Arianna Follis         | ITA        | + 23,2     |
| 4          | Aino-Kaisa Saarinen    | FIN        | + 35,1     |
| 5          | Alena Sidko            | RUS        | + 2.26,8   |
| 6          | Kristin Størmer Steira | NOR        | + 2.29,2   |
| 7          | Marianna Longa         | ITA        | + 2.38,6   |
| 8          | Riitta-Liisa Roponen   | FIN        | + 2.41,8   |
| 9          | Olga Savjalova         | RUS        | + 2.46,3   |
| 10         | Vibeke Skofterud       | NOR        | + 3.06,4   |

### Etappe 6
| Uitslag | Uitslag          | Uitslag | Uitslag |
| #       | Naam             | Land    | Tijd    |
| ------- | ---------------- | ------- | ------- |
| 1       | Petra Majdič     | SLO     | 34.06,4 |
| 2       | Elena Kolomina   | KAZ     | + 0,1   |
| 3       | Marianna Longa   | ITA     | + 1,0   |
| 4       | Riikka Sarasoja  | FIN     | + 1,3   |
| 5       | Arianna Follis   | ITA     | + 2,4   |
| 6       | Britta Norgren   | SWE     | + 2,5   |
| 7       | Olga Savjalova   | RUS     | + 4,4   |
| 8       | Eva Nyvltova     | CZE     | + 4,5   |
| 9       | Magdalena Pajala | SWE     | + 4,7   |
| 10      | Katrin Zeller    | GER     | + 6,0   |

| Klassement | Klassement             | Klassement | Klassement |
| #          | Naam                   | Land       | Tijd       |
| ---------- | ---------------------- | ---------- | ---------- |
| 1          | Petra Majdič           | SLO        | 2:01.08,3  |
| 2          | Justyna Kowalczyk      | POL        | + 31,4     |
| 3          | Arianna Follis         | ITA        | + 56,5     |
| 4          | Aino-Kaisa Saarinen    | FIN        | + 1.35,4   |
| 5          | Alena Sidko            | RUS        | + 2.59,6   |
| 6          | Kristin Størmer Steira | NOR        | + 3.04,5   |
| 7          | Marianna Longa         | ITA        | + 3.05,5   |
| 8          | Riitta-Liisa Roponen   | FIN        | + 3.20,6   |
| 9          | Olga Savjalova         | RUS        | + 3.21,6   |
| 10         | Joelia Tsjekaleva      | RUS        | + 4.15,7   |

### Etappe 7
| Uitslag | Uitslag                     | Uitslag | Uitslag  |
| #       | Naam                        | Land    | Tijd     |
| ------- | --------------------------- | ------- | -------- |
| 1       | Kristin Størmer Steira      | NOR     | 35.49,8  |
| 2       | Riitta-Liisa Roponen        | FIN     | + 3,0    |
| 3       | Jevgenia Medvedeva          | UKR     | + 3,9    |
| 4       | Justyna Kowalczyk           | POL     | + 25,0   |
| 5       | Sabina Valbusa              | ITA     | + 30,3   |
| 6       | Karine Laurent Philippot    | FRA     | + 42,8   |
| 7       | Aino-Kaisa Saarinen         | FIN     | + 55,7   |
| 8       | Olga Savjalova              | RUS     | + 56,1   |
| 9       | Svetlana Malahova-Sjisjkina | KAZ     | + 1.11,6 |
| 10      | Arianna Follis              | ITA     | + 1.12,1 |

| Klassement | Klassement             | Klassement | Klassement |
| #          | Naam                   | Land       | Tijd       |
| ---------- | ---------------------- | ---------- | ---------- |
| 1          | Justyna Kowalczyk      | POL        | 2.37.54,5  |
| 2          | Petra Majdič           | SLO        | + 19,2     |
| 3          | Arianna Follis         | ITA        | + 1.12,2   |
| 4          | Aino-Kaisa Saarinen    | FIN        | + 1.34,7   |
| 5          | Kristin Størmer Steira | NOR        | + 2.08,1   |
| 6          | Riitta-Liisa Roponen   | FIN        | + 2.27,2   |
| 7          | Olga Savjalova         | RUS        | + 3.21,3   |
| 8          | Marianna Longa         | ITA        | + 3.33,6   |
| 9          | Alena Sidko            | RUS        | + 3.55,1   |
| 10         | Katrin Zeller          | GER        | + 4.46,9   |

## Prijzengeld
|                     | 1.          | 2.         | 3.         | … | 10.          | Dagelijks | Totaal      |
| ------------------- | ----------- | ---------- | ---------- | - | ------------ | --------- | ----------- |
| Algemeen klassement | 131.250 CHF | 87.750 CHF | 43.750 CHF | … | 2.187,50 CHF | 2.500 CHF | 300.000 CHF |
| Sprintklassement    | 010.000 CHF | 05.000 CHF | 02.500 CHF | – | –            | –         | 020.000 CHF |
| Ploegenklassement   | 010.000 CHF | 06.000 CHF | 04.000 CHF | – | –            | –         | 020.000 CHF |
| Etappes             | 05.000 CHF  | 03.000 CHF | 02.000 CHF | – | –            | –         | 010.000 CHF |

## Referentie
1. 1 2 3 4  In de sprintetappes (2 en 3) kunnen de beste dertig atleten bonificatiesecondes verdienen, zestig secondes voor nummer 1 en één seconde voor nummer 30

2006/2007 ·
2007/2008 ·
2008/2009 ·
2009/2010 ·
2010/2011 ·
2011/2012 ·
2012/2013 ·
2013/2014 ·
2014/2015 ·
2015/2016 ·
2016/2017 ·
2017/2018 ·
2018/2019 ·
2019/2020 ·
2020/2021 ·
2021/2022 ·
2022/2023 ·
2023/2024 ·
2024/2025